# Liste der Biografien/Hod
Liste der Biografien |
Portal Biografien |
Personensuche
# |
A |
B |
C |
D |
E |
F |
G |
H |
I |
J |
K |
L |
M |
N |
O |
P |
Q |
R |
S |
T |
U |
V |
W |
X |
Y |
Z |
?
 
Ha |
Hd |
He |
Hi |
Hj |
Hk |
Hl |
Hm |
Hn |
Ho |
Hr |
Hs |
Ht |
Hu |
Hv |
Hw |
Hy
 
Hoa |
Hob |
Hoc |
Hod |
Hoe |
Hof |
Hog–Hok |
Hol |
Hom |
Hon |
Hoo |
Hop |
Hoq |
Hor |
Hos |
Hot |
Hou |
Hov |
How |
Hox |
Hoy |
Hoz
Die Liste der Biografien führt alle Personen auf, die in der deutschsprachigen Wikipedia einen Artikel haben. Dieses ist eine Teilliste mit 341 Einträgen von Personen, deren Namen mit den Buchstaben „Hod“ beginnt.

## Hod
- Höd, Edmund († 1888), österreichischer Landschaftsmaler
- Hod, Mordechai (1926–2003), israelischer Luftwaffenoffizier, Generalmajor
- Hod-Hochwald, Tuvia (1949–2019), israelisch-deutscher Rabbiner

### Hoda
- Hodaie, Nazli (* 1974), deutsche Philologin
- Hodak, Antonia (* 1984), kroatische Fußballspielerin
- Hodak, Domenica (* 1991), US-amerikanische Fußballspielerin
- Hodak-Maier, Renate (* 1972), deutsche Handballspielerin
- Hodakov, Tiina (* 1969), estnische Fußballspielerin
- Hodakowsky, Georg (* 1917), baltischer Schachspieler
- Hodann, Johann Friedrich (1674–1745), deutscher Theologe, Pädagoge, Sekretär von Gottfried Wilhelm Leibniz
- Hodann, Max (1894–1946), deutscher Arzt, Sexualreformer, Eugeniker und Publizist
- Hodann, Valerie (* 1866), deutsche Schriftstellerin
- Hodanová, Eva (* 1993), tschechische Volleyballspielerin
- Hodapp, Felix (1926–2019), deutscher Politiker (CDU), MdL
- Hodapp, Frieda (1880–1949), deutsche Pianistin, Schülerin von Max Reger
- Hodapp, Kurt (* 1930), deutscher Ingenieur, Oberamtsrat a. D. und Heimatforscher
- Hodapp, Pierre (* 1997), deutscher Fußballspieler
- Hodapp, Robert Louis (1910–1989), US-amerikanischer Ordensgeistlicher, römisch-katholischer Bischof von Belize
- Hodapp, Rolf (1930–1991), deutscher Balletttänzer
- Hodapp, Volker, deutscher Psychologe und Professor
- Hodawja, Beteiligter am Wiederaufbau des jüdischen Tempels nach der Rückkehr aus dem Babylonischen Exil

### Hodb
- Hodboď, Lukáš (* 1996), tschechischer Mittelstreckenläufer

### Hodc
- Hodcroft, Emma (* 1986), britisch-US-amerikanische Genomische Epidemiologin

### Hodd
- Hoddaeus, Conrad, deutscher Mediziner und Hochschullehrer
- Hodde, Stefan (* 1976), deutscher Biathlet
- Hodder, Ian (* 1948), britischer Archäologe
- Hodder, Jim (1947–1990), US-amerikanischer Musiker
- Hodder, Kane (* 1955), US-amerikanischer Stuntman und SchauspielerKane Hodder (* 1955)

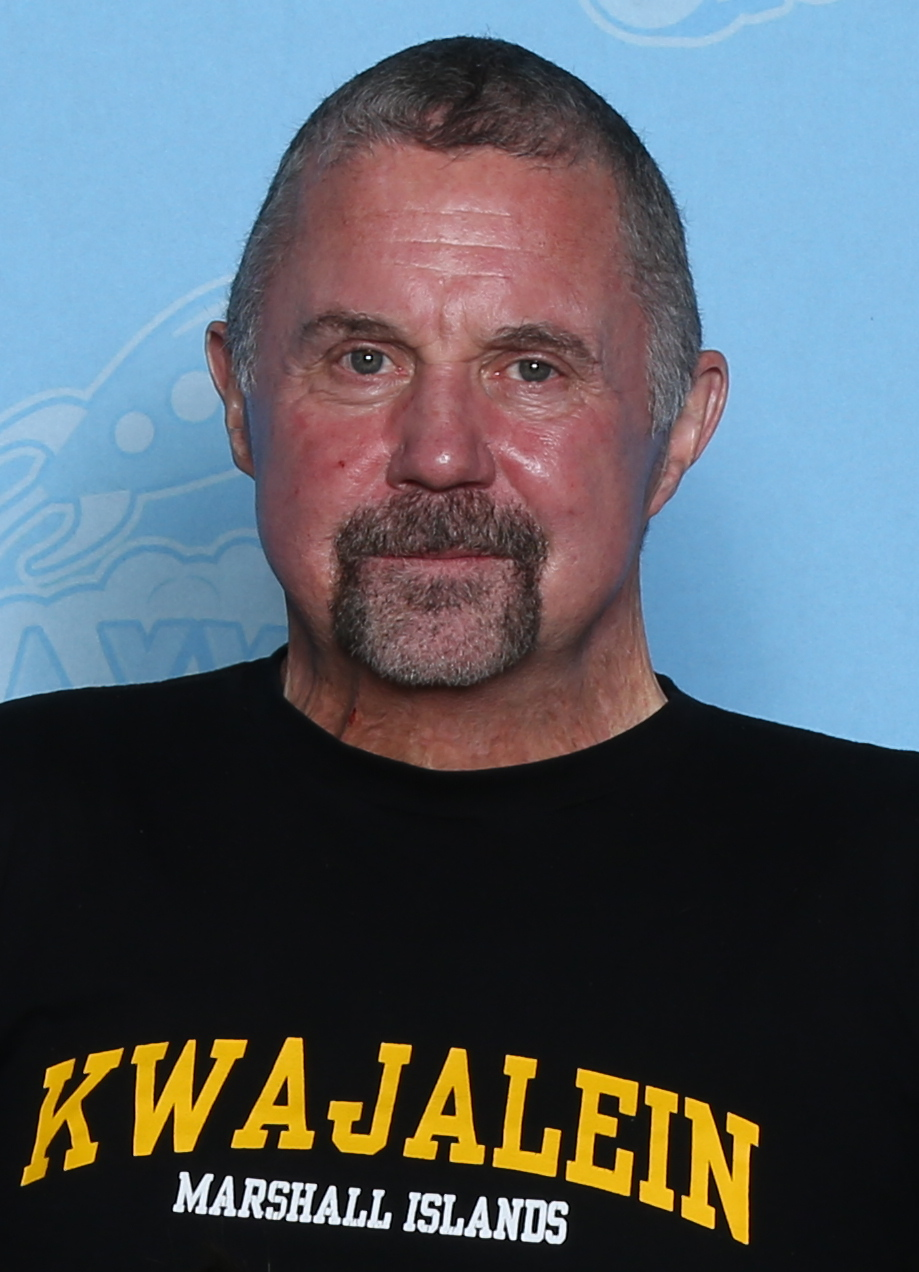
Kane Hodder (* 1955)

- Hodder, Robin (1937–2006), australischer Hockeyspieler
- Hodder-Williams, Christopher (1926–1995), britischer Science-Fiction-Autor, Musiker und Komponist
- Hodder-Williams, Ernest (1873–1941), britischer Verleger
- Hoddes, Wim (1918–2012), niederländischer Schauspieler und Sänger
- Hoddeson, Lillian (* 1940), US-amerikanische Wissenschaftshistorikerin
- Hoddinott, Alun (1929–2008), britischer Komponist
- Hoddis, Jakob van (1887–1942), deutscher Dichter des ExpressionismusJakob van Hoddis (1887–1942)

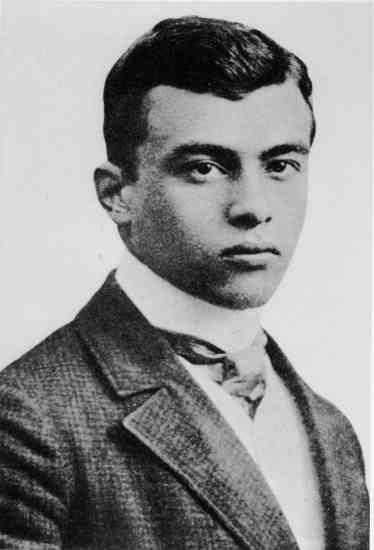
Jakob van Hoddis (1887–1942)

- Hoddle, Glenn (* 1957), englischer Fußballtrainer und -spieler

### Hode
- Hodé, Pierre (1889–1942), französischer Maler, Zeichner und Illustrator
- Hodebar, Enzo (* 1999), französischer Leichtathlet
- Hodeg, Álvaro (* 1996), kolumbianischer Radrennfahrer
- Hodeige, Fritz (1920–2001), deutscher Verleger
- Hodeir, André (1921–2011), französischer Komponist und Musikwissenschaftler
- Hodějovský z Hodějova, Jan (1496–1566), böhmischer Adeliger und Humanist und Mäzen
- Hodek, Dávid (* 1997), slowakischer Jazzmusiker (Schlagzeug, Perkussion)
- Hodek, Jan-Marc (* 1979), deutscher Wirtschaftswissenschaftler
- Hodek, Julian (* 1998), deutscher Fußballspieler
- Hodel, Andrina (* 2000), Schweizer Stabhochspringerin
- Hodel, Donald P. (* 1935), US-amerikanischer Politiker
- Hodel, Ernst (* 1950), deutscher Fußballspieler
- Hodel, Ernst junior (1881–1955), Schweizer Maler
- Hodel, Ernst senior (1852–1902), Schweizer Landschaftsmaler und Panoramakünstler
- Hodel, George (1907–1999), US-amerikanischer ArztGeorge Hodel (1907–1999)

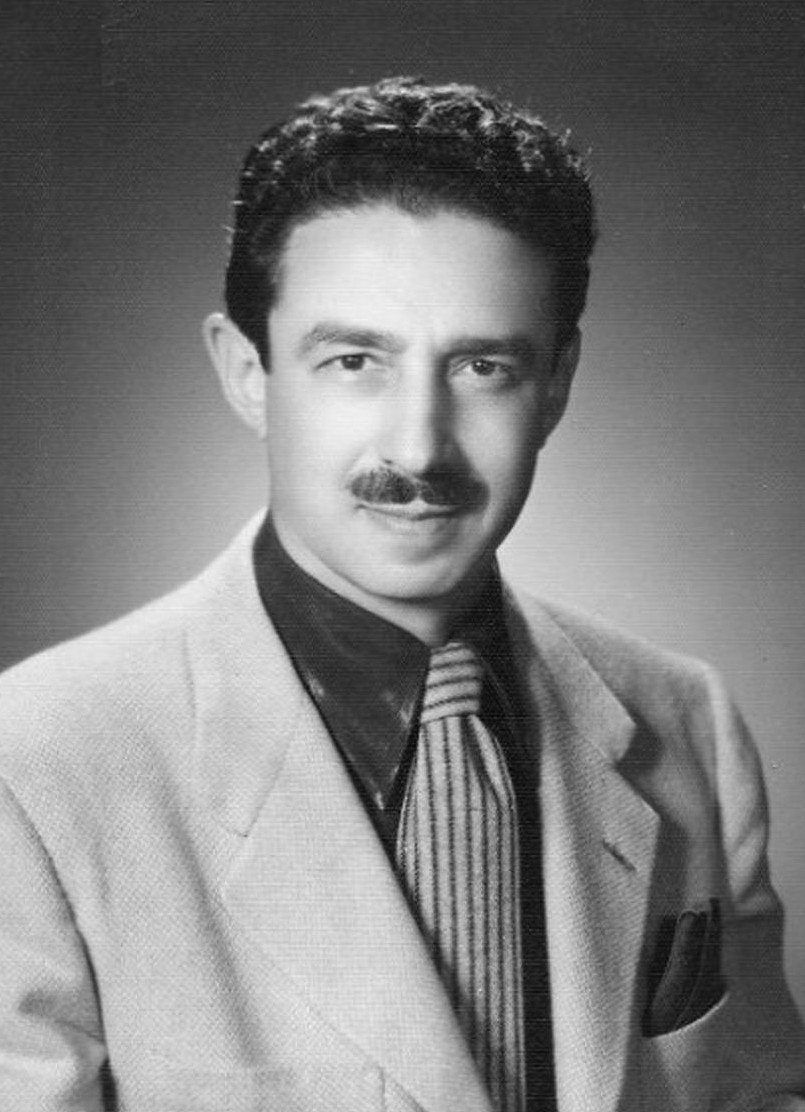
George Hodel (1907–1999)

- Hodel, Hans-Rudolf (* 1953), Schweizer Diplomat
- Hodel, Helmut (1925–2016), deutscher Leichtathlet, Fußballtrainer und -funktionär
- Hodel, Johanna (1910–1993), Schweizer Sozialarbeiterin und Kantonsrätin aus dem Kanton Luzern
- Hodel, Marc (* 1970), Schweizer Fussballspieler und -trainer
- Hödel, Max (1857–1878), deutscher Attentäter
- Hodel, Paul-Bernard (* 1965), römisch-katholischer Theologe und Hochschullehrer
- Hodel, Robert (* 1959), Schweizer Slavist
- Hodel, Ronny (* 1982), Schweizer Fußballspieler
- Hodel, Werner (* 1951), deutscher Spieleautor
- Hodel, Xenia (* 1998), Schweizer Handballspielerin
- Hodel, Xolani (* 2002), US-amerikanische Beachvolleyballspielerin
- Hodell, Åke (1919–2000), schwedischer Lautdichter und Multimediakünstler
- Hodemacher, Jürgen (* 1938), deutscher Journalist, Lektor, Publizist, Autor und Lokalhistoriker
- Hodenberg, Anna-Lena von (* 1982), deutsche Journalistin und SozialunternehmerinAnna-Lena von Hodenberg (* 1982)

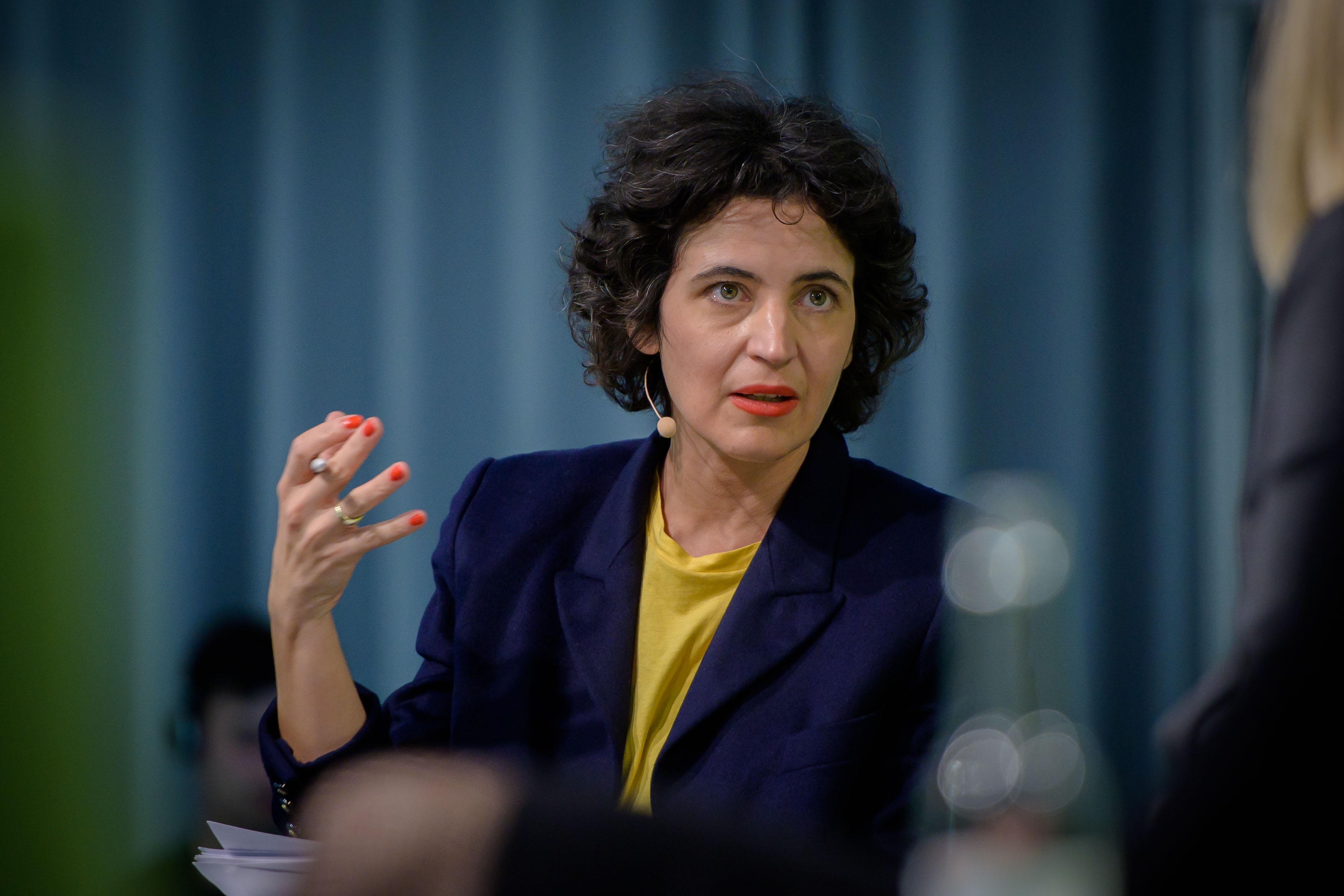
Anna-Lena von Hodenberg (* 1982)

- Hodenberg, Bodo von (1604–1650), deutscher Dichter
- Hodenberg, Bodo von (1826–1907), deutscher Diplomat und Politiker
- Hodenberg, Christina von (* 1965), deutsche Historikerin und Professorin an der Queen Mary University of London
- Hodenberg, Eberhard von (* 1955), deutscher Mediziner
- Hodenberg, Gottlob von (1838–1903), königlich sächsischer General der Infanterie
- Hodenberg, Hermann von (1862–1946), deutscher Rittergutsbesitzer und Politiker (DHP), MdR
- Hodenberg, Hermann von († 1909), deutscher Verwaltungsbeamter
- Hodenberg, Hodo von (1887–1962), deutscher Jurist und Politiker (CDU), MdL
- Hodenberg, Paul von (1881–1954), deutscher Verwaltungsbeamter und Rittergutsbesitzer
- Hodenberg, Wilhelm von (1786–1861), deutscher Beamter und Politiker
- Höder, Steffen (* 1979), deutscher Skandinavist
- Hoder, Tessa (* 1997), dänische Schauspielerin
- Höderath, Mathias (* 1973), deutscher Fusion- und Jazzmusiker (Keyboards, Komposition)
- Hoderlein, Stefan (* 1960), deutscher zeitgenössischer Künstler
- Hoderlein, Wolfgang (* 1953), deutscher Politiker (SPD), MdL
- Hodes, Art (1904–1993), US-amerikanischer Jazzmusiker und -Journalist
- Hodes, Henry I. (1899–1962), US-amerikanischer Militär, General der US Army
- Hodes, Josef (* 1898), deutscher Politiker (CDU)
- Hodes, Martha, US-amerikanische Historikerin
- Hodes, Paul (* 1951), US-amerikanischer Politiker
- Hodey, Anton (* 1908), deutscher Radrennfahrer
- Hodey, Gudrun (* 1947), deutsche Leichtathletin

### Hodf
- Hodfilter, Jodokus (1500–1551), Bischof von Lübeck

### Hodg
- Hodge, schottischer Fußballspieler
- Hodge, Adaejah (* 2006), britische Sprinterin der Britischen Jungferninseln
- Hodge, Albert (1875–1917), schottischer Bildhauer
- Hodge, Aldis (* 1986), US-amerikanischer SchauspielerAldis Hodge (* 1986)

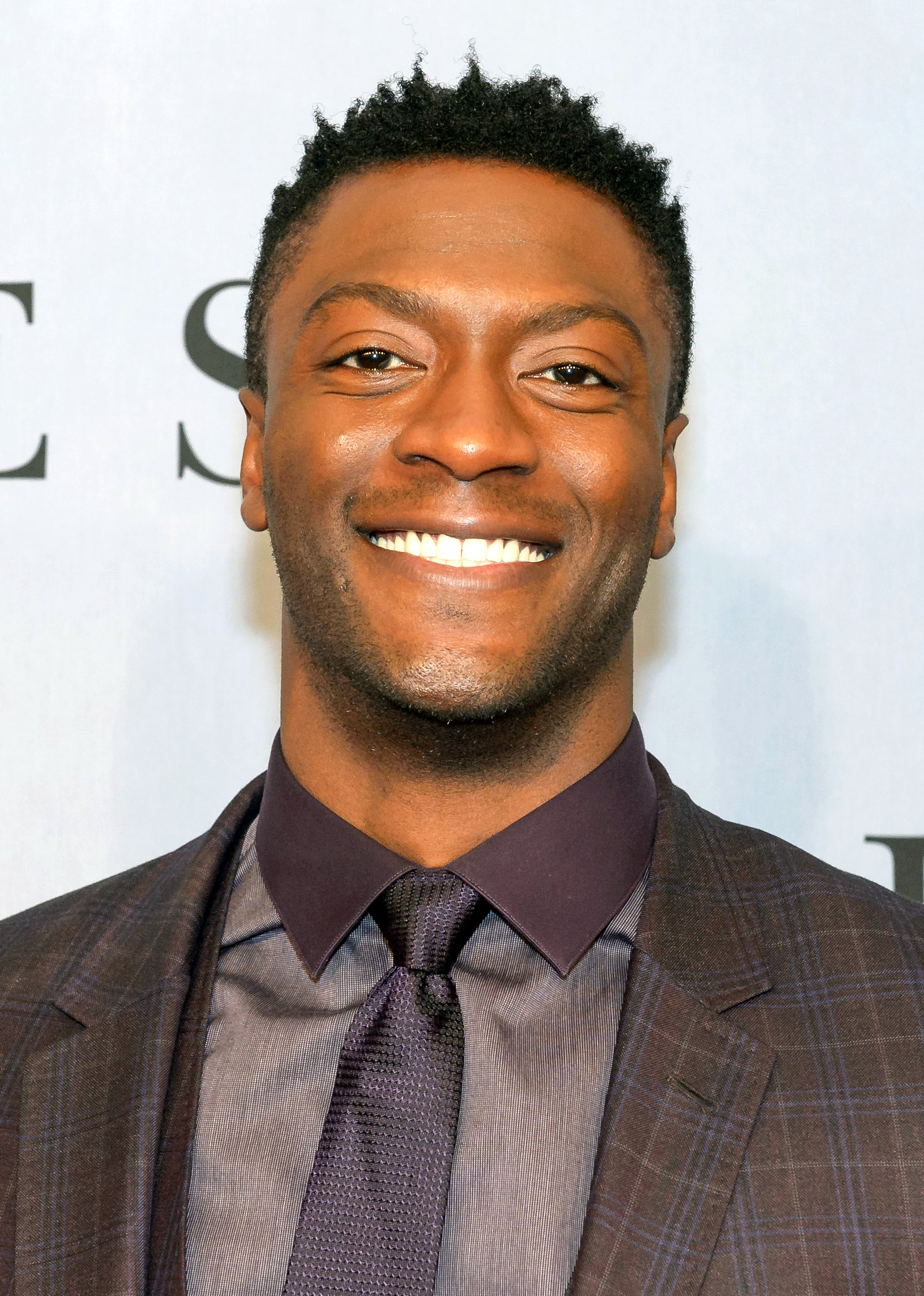
Aldis Hodge (* 1986)

- Hodge, Archibald Alexander (1823–1886), US-amerikanischer presbyterianischer Theologe, Rektor des Princeton Theological Seminary
- Hodge, Benjamin Lewis (1824–1864), US-amerikanischer Farmer, Jurist, Politiker und Offizier
- Hodge, Brian (* 1960), US-amerikanischer Autor von Horrorromanen
- Hodge, Charles (1797–1878), US-amerikanischer presbyterianischer Theologe
- Hodge, Charlie (1933–2016), kanadischer Eishockeytorwart
- Hodge, Charlie (1934–2006), US-amerikanischer Musiker
- Hodge, Daniel (1932–2020), US-amerikanischer Ringer und Boxer
- Hodge, Derrick (* 1979), US-amerikanischer Jazz-Bassist und Komponist
- Hodge, Douglas (* 1960), britischer Film- und Theaterschauspieler, Regisseur und Musiker
- Hodge, Edwin (* 1985), US-amerikanischer Schauspieler
- Hodge, Frank (1894–1957), englischer Badmintonspieler
- Hodge, Gavin (* 1954), britischer Videokünstler und Filmregisseur
- Hodge, George Baird (1828–1892), US-amerikanischer Politiker
- Hodge, Huck (* 1977), US-amerikanischer Komponist der Neuen Musik
- Hodge, James (* 1943), britischer Diplomat
- Hodge, John (* 1964), britischer Drehbuchautor und Arzt
- Hodge, John E. (1914–1996), US-amerikanischer Chemiker
- Hodge, John R. (1893–1963), US-amerikanischer General
- Hodge, Kate (* 1966), US-amerikanische Schauspielerin
- Hodge, Ken (* 1944), kanadischer Eishockeyspieler
- Hodge, Ken junior (* 1966), kanadischer Eishockeyspieler
- Hodge, Margaret (* 1944), britische Politikerin
- Hodge, Megan (* 1988), US-amerikanische Volleyballspielerin
- Hodge, Patricia (* 1946), englische Schauspielerin
- Hodge, Patrick, Lord Hodge (* 1953), schottischer Jurist und Richter am Obersten Gerichtshof des Vereinigten Königreichs
- Hodge, Paul William (1934–2019), US-amerikanischer Astronom
- Hodge, Percy (1890–1967), britischer Leichtathlet
- Hodge, Philip G. (1920–2014), US-amerikanischer Ingenieur
- Hodge, Roberto (1944–1984), chilenischer Fußballspieler
- Hodge, Russ (* 1939), US-amerikanischer Zehnkämpfer
- Hodge, Sally (* 1966), britische Radrennfahrerin
- Hodge, Stephanie (* 1956), US-amerikanische Schauspielerin
- Hodge, Stephen (* 1961), australischer Radrennfahrer
- Hodge, Steve (* 1962), englischer Fußballspieler
- Hodge, Susie (* 1960), britische Kunstvermittlerin
- Hodge, Virgil (* 1983), Sprinterin aus St. Kitts und Nevis
- Hodge, Walter (* 1986), puerto-ricanischer Basketballspieler
- Hodge, William, schottischer Fußballspieler
- Hodge, William Vallance Douglas (1903–1975), britischer Mathematiker
- Hodgell, P. C. (* 1951), US-amerikanische Fantasy-Autorin
- Hodgen, Margaret T. (1890–1977), US-amerikanische Soziologin und Autorin
- Hodgers, Antonio (* 1976), Schweizer Politiker (Grüne)
- Hodges, Adrian (* 1957), britischer Fernsehproduzent und Drehbuchautor
- Hodges, Alpheus P. († 1858), US-amerikanischer Politiker
- Hodges, Andrew (* 1949), britischer mathematischer Physiker
- Hodges, Ann Elizabeth Fowler (1920–1972), US-Amerikanerin, die von einem Meteoriten getroffen wurde
- Hodges, Asa (1822–1900), US-amerikanischer Politiker
- Hodges, Ben (* 1958), US-amerikanischer GeneralBen Hodges (* 1958)

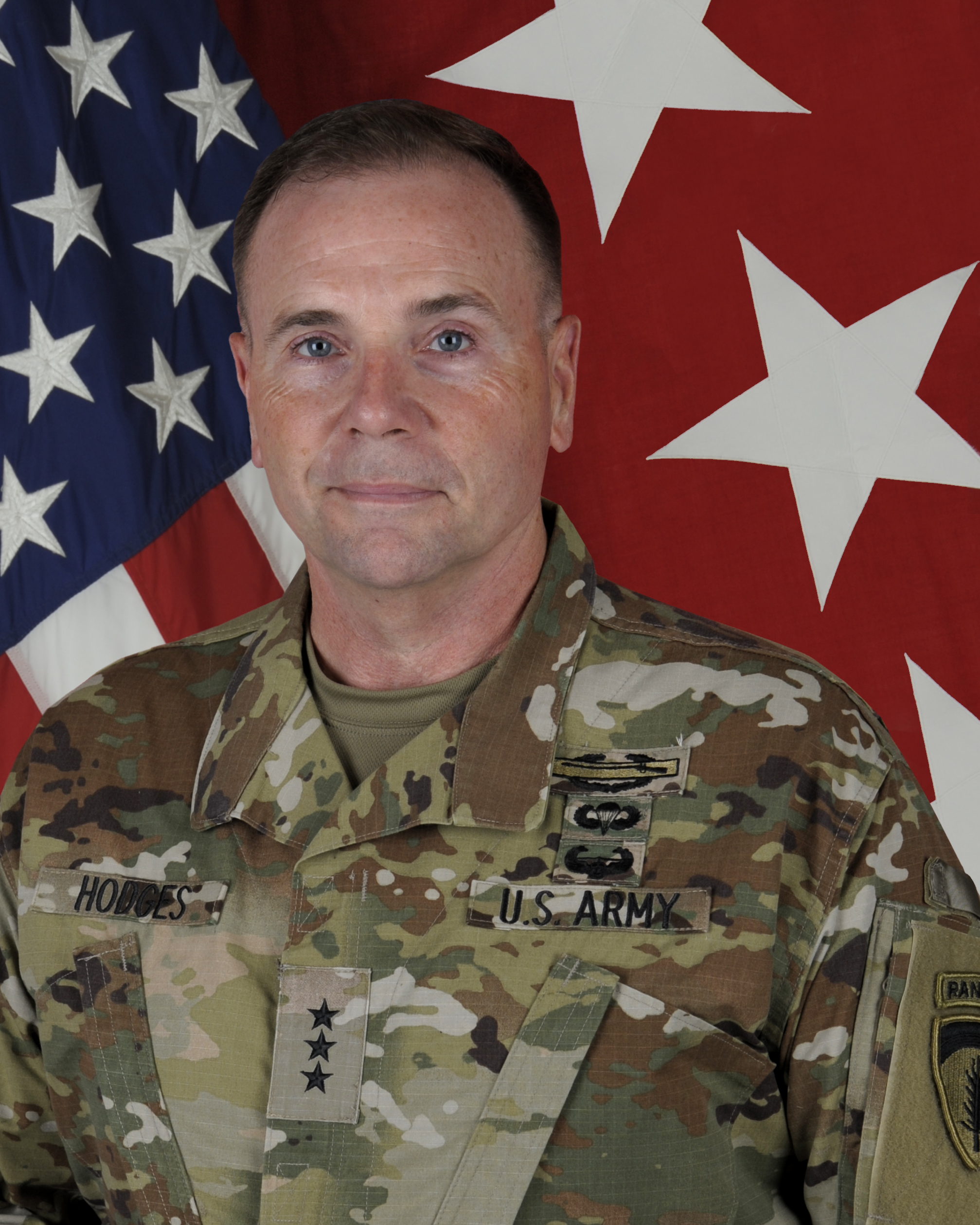
Ben Hodges (* 1958)

- Hodges, Betsy (* 1969), US-amerikanische Politikerin, Bürgermeisterin von Minneapolis (2014–2018)
- Hodges, Campbell B. (1881–1944), US-amerikanischer Offizier, Generalmajor der US Army
- Hodges, Charles D. (1810–1884), US-amerikanischer Politiker
- Hodges, Chelsea (* 2001), australische Schwimmerin
- Hodges, Cooper (* 2000), US-amerikanischer American-Football-Spieler
- Hodges, Courtney Hicks (1887–1966), US-amerikanischer General; Oberbefehlshaber der 1. US-Armee während des Zweiten Weltkriegs
- Hodges, David (* 1978), US-amerikanischer Musiker
- Hodges, Eddie (* 1947), US-amerikanischer Sänger und Schauspieler
- Hodges, Edward (1796–1867), US-amerikanischer Komponist und Organist
- Hodges, George H. (1866–1947), US-amerikanischer Politiker
- Hodges, George Tisdale (1789–1860), US-amerikanischer Politiker
- Hodges, Gil (1924–1972), US-amerikanischer Baseballspieler
- Hodges, Heather M., US-amerikanische Diplomatin
- Hodges, James L. (1790–1846), US-amerikanischer Politiker
- Hodges, Jessie (* 1996), neuseeländische Radsportlerin
- Hodges, Jibril (* 1984), US-amerikanischer Basketballtrainer
- Hodges, Jim (* 1956), US-amerikanischer Politiker, Gouverneur von South Carolina
- Hodges, Johnny (1906–1970), amerikanischer Jazz-Musiker (Altsaxophon)
- Hodges, Joseph Howard (1911–1985), US-amerikanischer Geistlicher, römisch-katholischer Bischof von Wheeling
- Hodges, Joseph Lawson (1922–2000), US-amerikanischer Statistiker
- Hodges, Kaneaster (1938–2022), US-amerikanischer Politiker
- Hodges, Ken (1922–1993), britischer Kameramann
- Hodges, Leleith (* 1953), jamaikanische Sprinterin
- Hodges, Lewis (1918–2007), britischer Offizier der Luftstreitkräfte des Vereinigten Königreichs
- Hodges, Luther (1898–1974), US-amerikanischer Politiker
- Hodges, Mike (1932–2022), britischer Regisseur und DrehbuchautorMike Hodges (1932–2022)

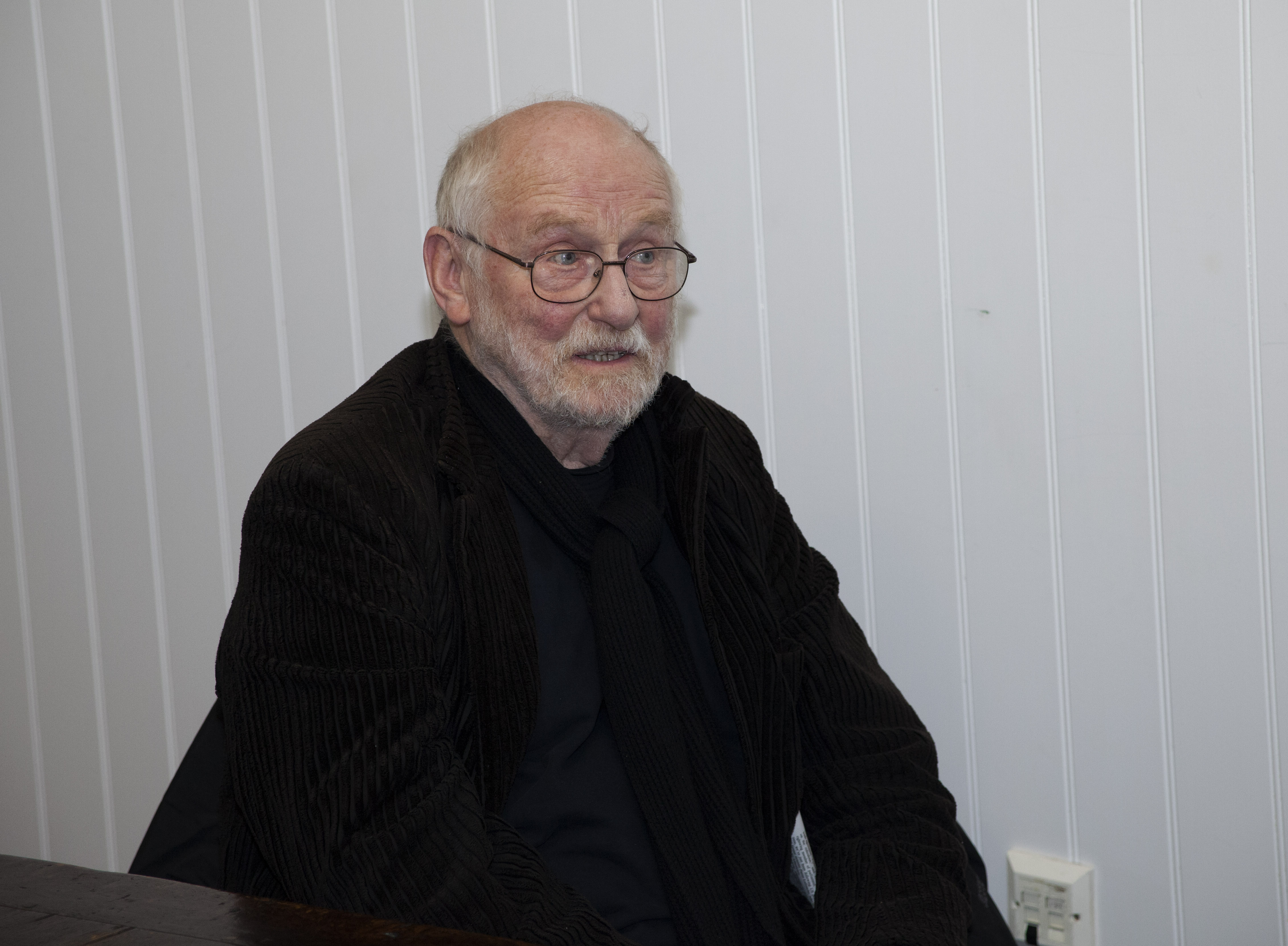
Mike Hodges (1932–2022)

- Hodges, Nicolas (* 1970), englischer Pianist
- Hodges, Poncho (* 1975), US-amerikanischer Schauspieler, Synchronsprecher, Basketballspieler und Trainer
- Hodges, Richard (* 1952), britischer Archäologe
- Hodges, Robert (1943–2021), kanadischer Eisschnellläufer
- Hodges, Roneeka (* 1982), US-amerikanische Basketballspielerin
- Hodges, Silas H. (1804–1875), US-amerikanischer Anwalt, Geistlicher und Politiker, der State Auditor von Vermont war
- Hodges, Thomas (* 1994), australischer Volleyball- und Beachvolleyballspieler
- Hodges, Ty (* 1981), US-amerikanischer Schauspieler
- Hodges, Wilfrid (* 1941), britischer Mathematiker
- Hodges, William (1744–1797), englischer Maler
- Hodges, Zane C. (1932–2008), US-amerikanischer evangelikaler Theologe
- Hodgetts, Chris (* 1950), britischer Autorennfahrer
- Hodgetts, Dennis (1863–1945), englischer Fußballspieler
- Hodgetts, Samuel (1877–1944), britischer Turner
- Hodgins, Anthony (* 1955), australischer Sprinter
- Hodgins, Jack (* 1938), kanadischer Schriftsteller und ehemaliger Hochschullehrer
- Hodgins, Jessica, US-amerikanische Informatikerin und Hochschullehrerin
- Hodgkin, Alan Lloyd (1914–1998), englischer Biochemiker und Nobelpreisträger
- Hodgkin, Eliot (1905–1987), britischer Maler
- Hodgkin, Howard (1932–2017), britischer Maler
- Hodgkin, Thomas (1798–1866), englischer Arzt
- Hodgkins, Chris, britischer Jazzmusiker (Trompete) und Musikmanager
- Hodgkins, Frances (1869–1947), neuseeländische Malerin
- Hodgkins, Lance (* 1977), britischer Biathlet
- Hodgkins-Byrne, Charlotte (* 1996), britische Ruderin
- Hodgkins-Byrne, Mathilda (* 1994), britische Ruderin
- Hodgkinson, Alan (1936–2015), englischer Fußballspieler und -trainer
- Hodgkinson, Colin (* 1945), britischer Bassist
- Hodgkinson, Derek (1917–2010), britischer Offizier der Luftstreitkräfte des Vereinigten Königreichs
- Hodgkinson, Eaton (1789–1861), englischer Mathematiker und Ingenieur
- Hodgkinson, Keely (* 2002), britische MittelstreckenläuferinKeely Hodgkinson (* 2002)

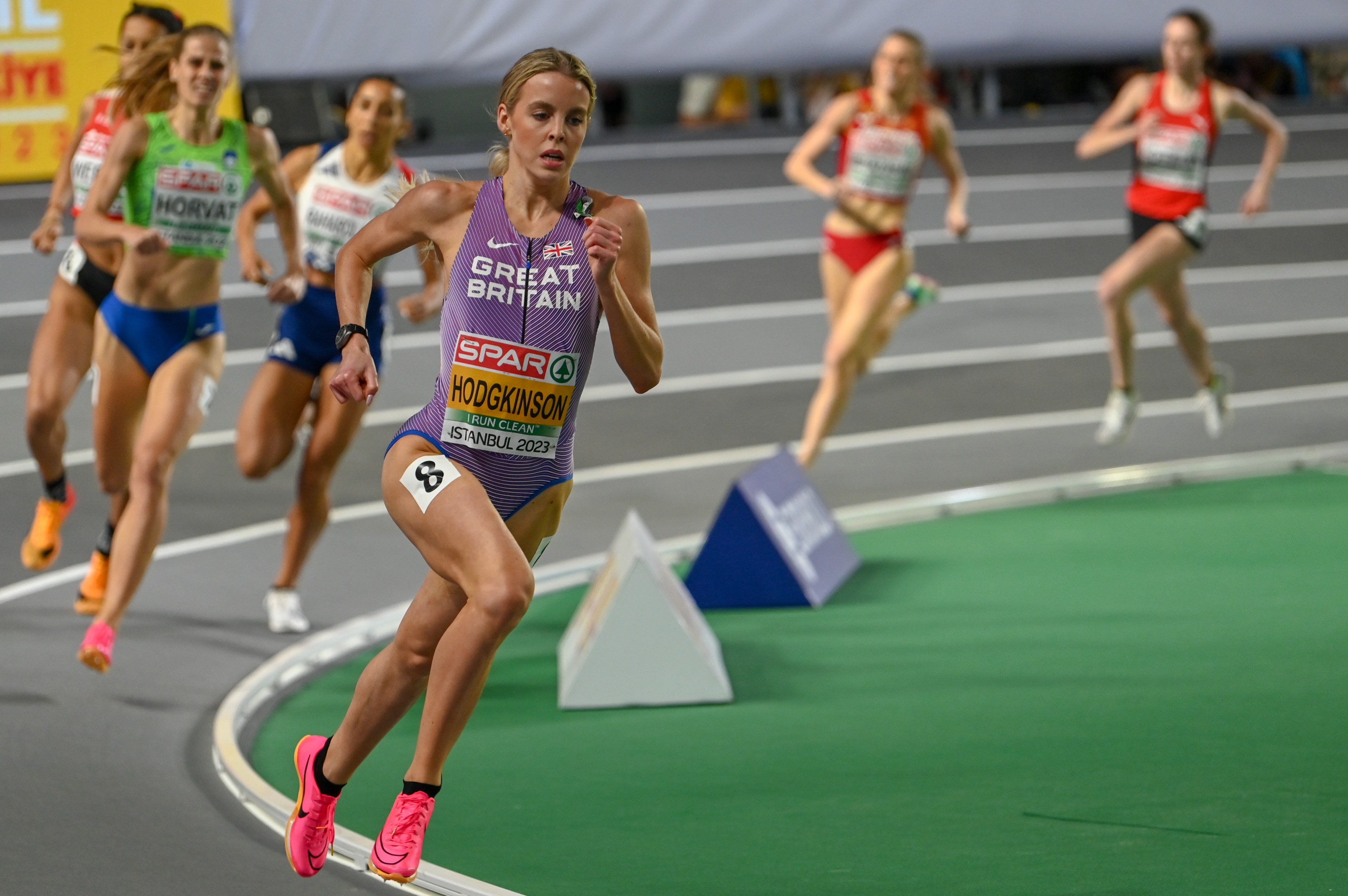
Keely Hodgkinson (* 2002)

- Hodgkinson, Russell (* 1959), US-amerikanischer Schauspieler in Film und Fernsehen
- Hodgkinson, Tim (* 1949), britischer Multiinstrumentalist und Komponist
- Hodgkiss, Allan (1917–1986), britischer Jazzgitarrist
- Hodgkiss, Jared (* 1986), englischer Fußballspieler
- Hodgman, Helen (1945–2022), australische Schriftstellerin
- Hodgman, John (* 1971), US-amerikanischer Autor und HumoristJohn Hodgman (* 1971)

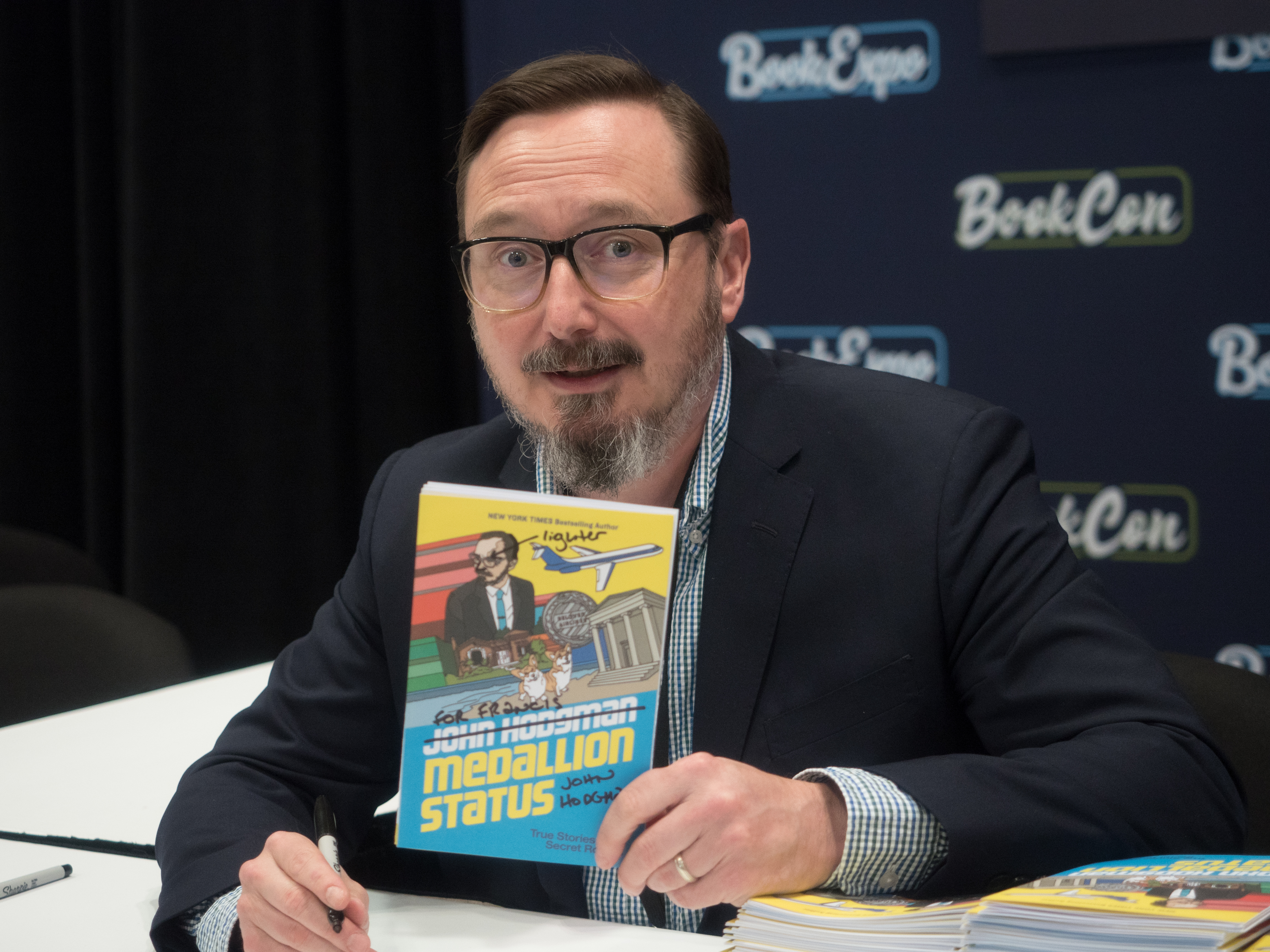
John Hodgman (* 1971)

- Hodgman, Justin (* 1988), kanadischer Eishockeyspieler
- Hodgman, Michael (1938–2013), australischer Politiker
- Hodgman, Will (* 1969), australischer Politiker
- Hodgson, Brian Houghton (1800–1894), britischer Kolonialverwalter von Nepal, Ethnologe, Orientalist und Naturforscher
- Hodgson, Charlie (* 1980), englischer Rugbyspieler
- Hodgson, Christopher (1821–1865), britischer Entdeckungsreisender, Schriftsteller und Diplomat
- Hodgson, Cody (* 1990), kanadischer Eishockeyspieler
- Hodgson, Dan (* 1965), schweizerisch-kanadischer Eishockeyspieler
- Hodgson, David (* 1960), englischer Fußballspieler und -trainer
- Hodgson, Eliza Amy (1888–1983), neuseeländische Botanikerin und Bryologin
- Hodgson, Fiona, Baroness Hodgson of Abinger (* 1954), britische Unternehmerin, Menschenrechtlerin und Politikerin (Conservative Party)
- Hodgson, Frederick Mitchell (1851–1925), britischer Kolonialgouverneur
- Hodgson, Geoffrey (* 1946), britischer Ökonom und Professor für Wirtschaftswissenschaften
- Hodgson, George (1893–1983), kanadischer Schwimmer
- Hodgson, Gordon (1904–1951), englischer Fußballspieler
- Hodgson, Hugh (1893–1969), US-amerikanischer Musikpädagoge, Pianist, Dirigent und Komponist
- Hodgson, James D. (1915–2012), US-amerikanischer Politiker
- Hodgson, Jamie (1930–2006), britischer Fotograf von Jazzikonen
- Hodgson, Jaylee (* 1980), englisch-montserratischer Fußballspieler
- Hodgson, John (1757–1846), britischer General
- Hodgson, John Evan (1831–1895), englischer Maler
- Hodgson, Julian (* 1963), britischer Schachspieler und Schachbuch-Autor
- Hodgson, Leyland (1892–1949), britischer Schauspieler
- Hodgson, Marshall G. S. (1922–1968), US-amerikanischer Historiker und Islamwissenschaftler
- Hodgson, Neil (* 1973), britischer Motorradrennfahrer
- Hodgson, Peter (1928–2008), britischer Kernphysiker
- Hodgson, Ralph (1871–1962), englischer Dichter, Verleger und Übersetzer
- Hodgson, Richard (1855–1905), Parapsychologe
- Hodgson, Robert (1798–1880), kanadischer Richter, Vizegouverneur von Prince Edward Island
- Hodgson, Robert (1874–1956), britischer Diplomat
- Hodgson, Robin, Baron Hodgson of Astley Abbotts (* 1942), britischer Politiker, Mitglied des House of Commons und Manager
- Hodgson, Roger (* 1950), britischer Musiker und SongschreiberRoger Hodgson (* 1950)

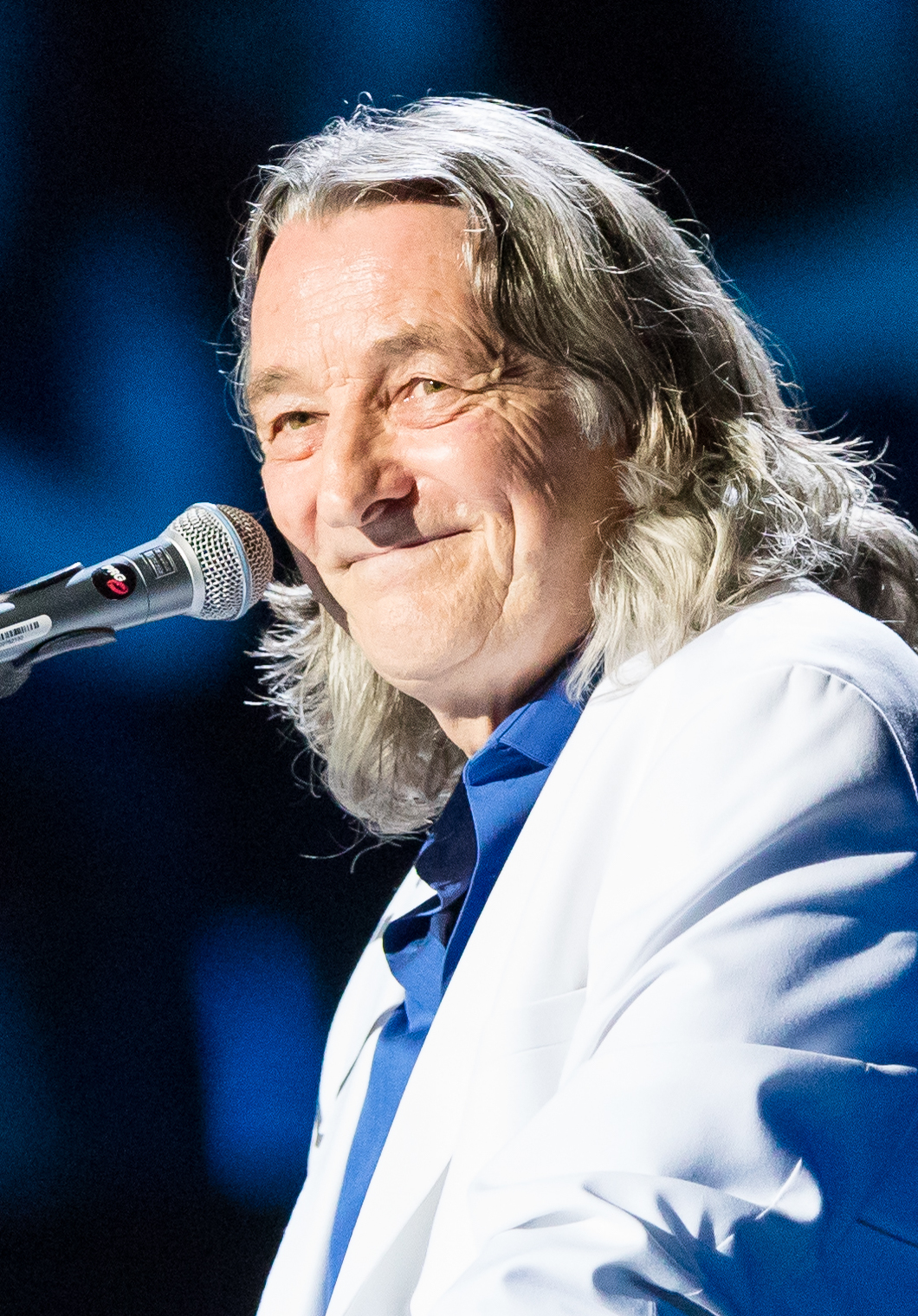
Roger Hodgson (* 1950)

- Hodgson, Roy (* 1947), englischer Fußballspieler und -trainer
- Hodgson, Shirley (* 1945), britische Genetikerin und Hochschullehrerin
- Hodgson, Studholme (1708–1798), britischer Field Marshal
- Hodgson, Studholme John († 1890), britischer Militär; General
- Hodgson, Thomas Vere (1864–1926), britischer Meeresbiologe und Polarforscher
- Hodgson, Tom (1924–2006), kanadischer Künstler und Kanute
- Hodgson, William (1824–1901), britischer Botaniker
- Hodgson, William Hope (1877–1918), britischer Fantasy-Schriftsteller

### Hodi
- Hodiak, John (1914–1955), US-amerikanischer Schauspieler
- Hodiamont, Peter (1925–2004), deutscher Maler und Bildhauer
- Hodic, Josef (1924–2015), tschechischer Militärhistoriker
- Hodica, Prinzessin der Abodriten; Äbtissin
- Hödicke, Karl Horst (1938–2024), deutscher Maler
- Hodiener, Hugo (1886–1945), österreichischer Landschaftsmaler
- Hodierna von Tripolis, Gräfin von Tripolis
- Hodierna, Giovanni Battista (1597–1660), italienischer Astronom
- Hodin, Josef Paul (1905–1995), tschechoslowakisch-britischer Kunsthistoriker
- Hodina, Franz (1877–1945), tschechischer Politiker
- Hodina, Karl (1935–2017), österreichischer Maler und Musiker
- Hodina, Thomas (* 1940), deutscher Schauspieler und Hörspielsprecher
- Höding, Michael (* 1967), deutscher Informatiker und Hochschullehrer
- Hoditz, Albert Joseph von (1706–1778), österreichisch-preußischer Gutsbesitzer und Offizier
- Hoditz, Isidor von (1713–1764), preußischer Oberst und Chef des Husarenregiments Nr. 6
- Hoditz, Renate (1929–2020), deutsche Schmuckgestalterin

### Hodj
- Hodja, Dren (* 1994), deutsch-albanischer Fußballspieler
- Hodja, Skënder (* 1960), albanischer Fußballspieler
- Hodjak, Franz (1944–2025), deutscher Schriftsteller
- Hodjibayev, Murod (* 1986), usbekischer Sommerbiathlet

### Hodk
- Hodkinson, Paul, britischer Soziologe und Hochschullehrer
- Hodkinson, Paul (* 1965), britischer Boxer und Weltmeister im Federgewicht
- Hodkinson, William Wadsworth (1881–1971), US-amerikanischer Filmunternehmer

### Hodl
- Hödl, Alois (* 1962), österreichischer Fußballspieler und Trainer
- Hödl, Bonaventura (1776–1848), österreichisch-schweizerischer Jurist und Unternehmer
- Hödl, Christine (* 1976), österreichische Sängerin
- Hödl, Eleonore (* 1944), österreichische Politikerin (SPÖ), Mitglied des Bundesrates
- Hödl, Erich (* 1940), österreichischer Ökonom und Rektor der Universitäten in Wuppertal und Graz
- Hödl, Gert J. (1943–2017), österreichischer Eis- und Sandkünstler
- Hödl, Günther (1941–2005), österreichischer Historiker
- Hödl, Hans (1937–2019), österreichischer Bergsteiger, Wanderexperte und Fotograf
- Hödl, Hans Gerald (* 1959), österreichischer Religionswissenschaftler
- Hödl, Jacob (* 2007), österreichischer FußballspielerJacob Hödl (* 2007)

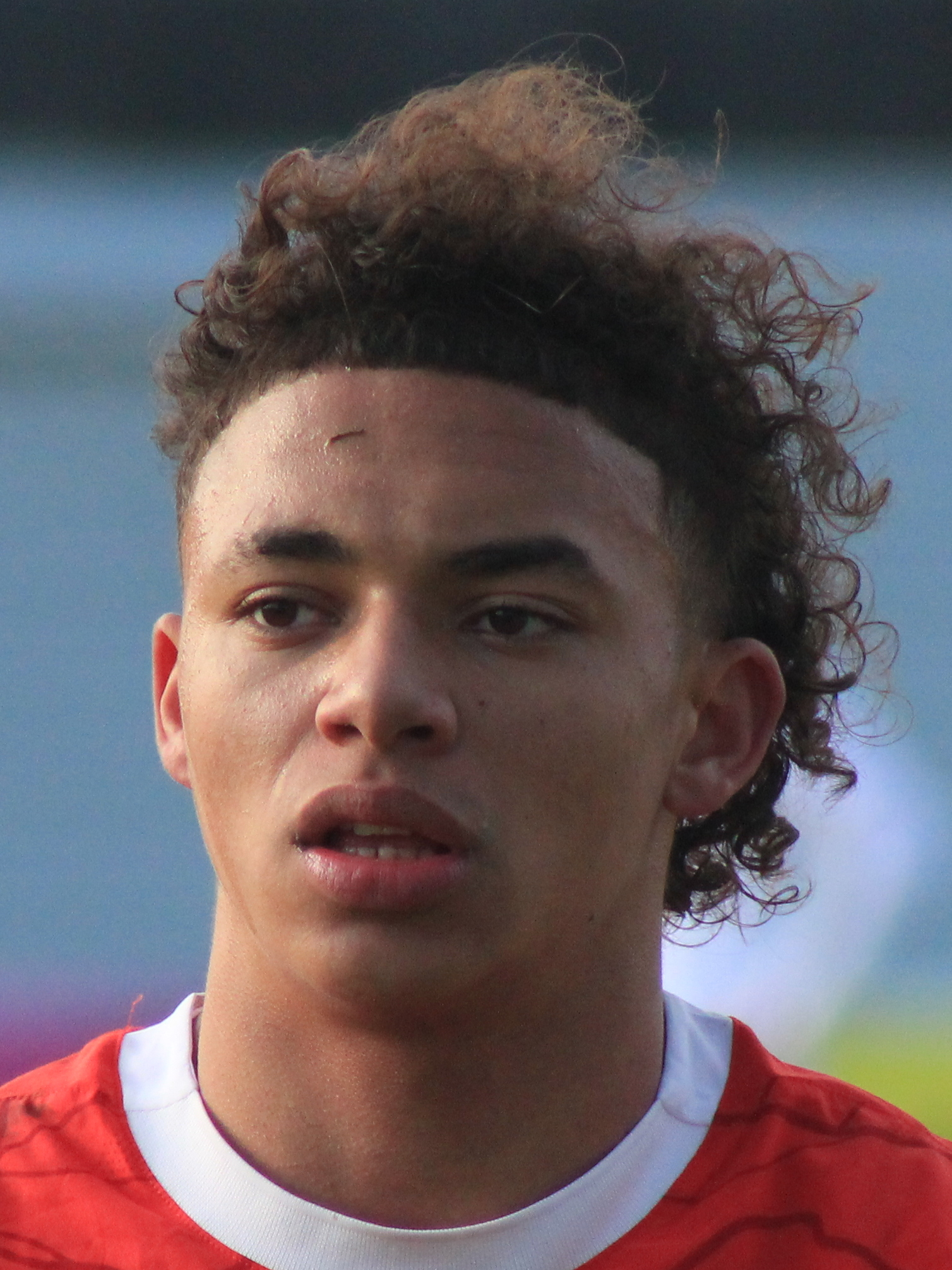
Jacob Hödl (* 2007)

- Hödl, Klaus (* 1963), österreichischer Historiker
- Hödl, Ludwig (1924–2016), deutscher römisch-katholischer Theologieprofessor
- Hödl, Marco (* 1997), österreichischer Fußballspieler
- Hödl, Sascha (* 1992), österreichischer Musicaldarsteller, Schauspieler und Stuntman
- Hodler, Adolf (1858–1906), deutscher Jurist, Politiker, Amtsrichter und Abgeordneter
- Hodler, Emma (1840–1913), Schweizer Lehrerin, Schriftstellerin und Bühnenautorin
- Hodler, Ferdinand (1853–1918), Schweizer MalerFerdinand Hodler (1853–1918)

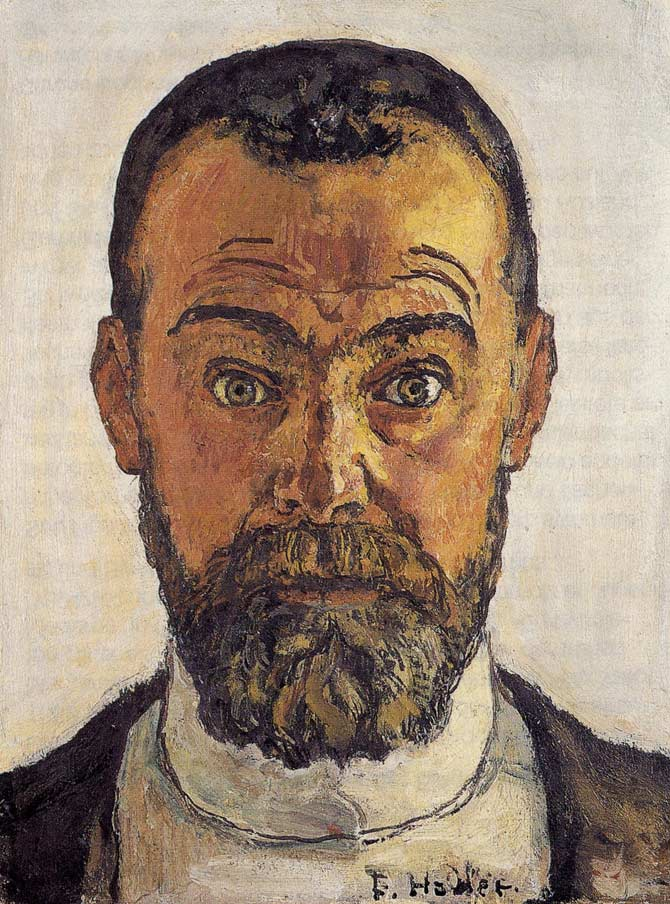
Ferdinand Hodler (1853–1918)

- Hodler, Hector (1887–1920), Mitgründer des Esperanto-Weltbundes
- Hodler, Marc (1918–2006), Schweizer Sportfunktionär
- Hodler, Otto (1901–1990), deutscher Architekt und Baubeamter
- Hodler, Werner (1887–1974), Schweizer Sprachwissenschafter und Bibelforscher
- Hödlmayr, Johann (1928–2011), österreichischer Transportunternehmer
- Hödlmoser, Alexander (* 1968), österreichischer Skirennläufer und Alpinskitrainer
- Hödlmoser, Josef (1858–1948), österreichischer Landwirt und Politiker (CSP), Landtagsabgeordneter
- Hödlmoser, Matthias (1907–1981), österreichischer Landwirt und Politiker (ÖVP)

### Hodn
- Hodne, David (* 1969), US-amerikanischer Offizier, Generalleutnant der US-Army
- Hodne, Olav (1921–2009), norwegischer Missionar und Autor

### Hodo
- Hodo I. († 993), Markgraf der Mark Lausitz, Graf im Gau Nizizi, im Gau Zizizi mit der Dorfmark Trebnitz und im Nordthüringgau
- Hodo II., Graf im Schwabengau und Markgraf der Mark Lausitz
- Hodolides, Hermes (* 1963), griechischer SchauspielerHermes Hodolides (* 1963)

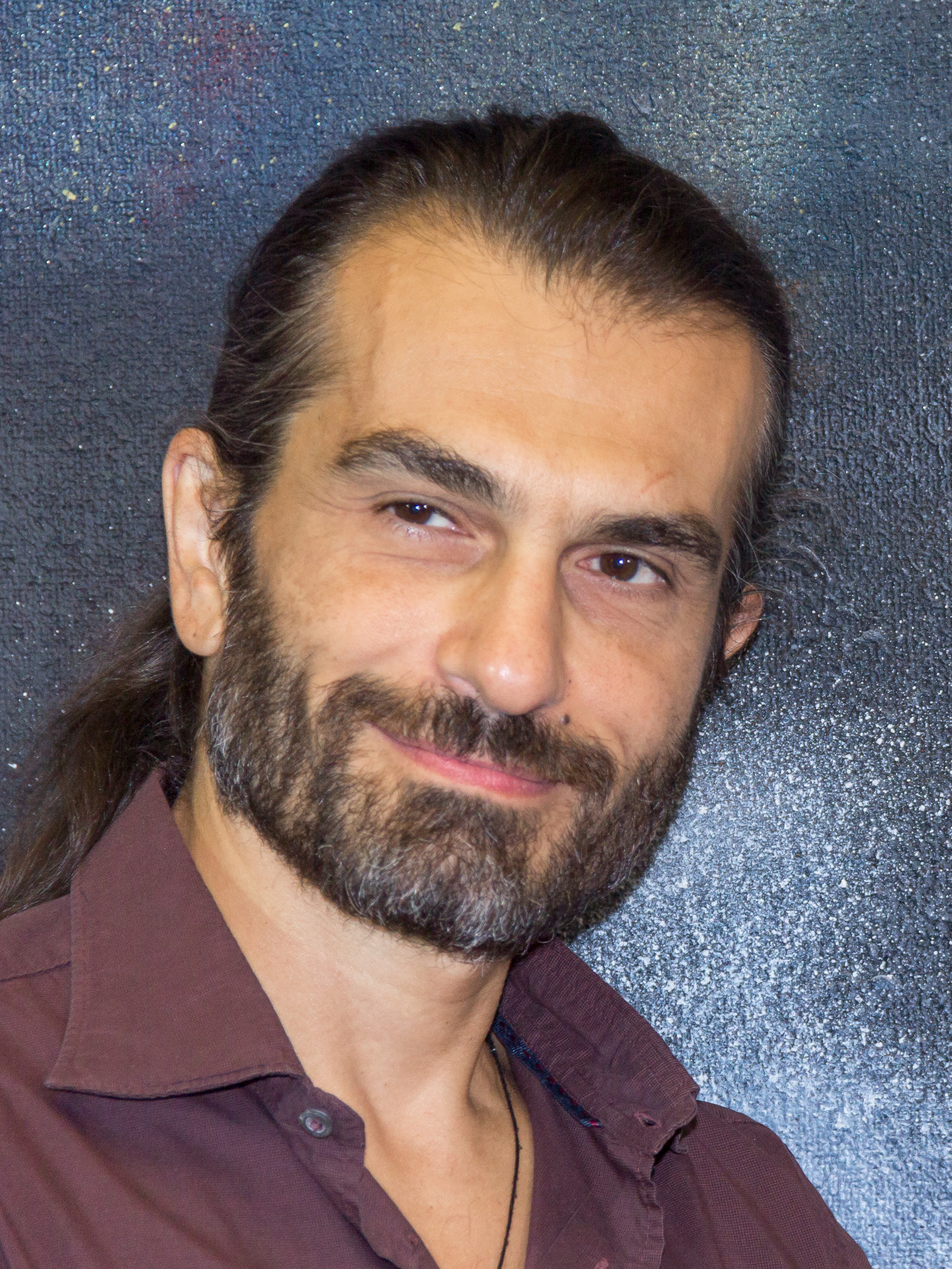
Hermes Hodolides (* 1963)

- Hodor, Darek (* 1949), schwedischer Filmeditor
- Hodorov, Yaacov (1927–2006), israelischer Fußballspieler
- Hódos, Imre (1928–1989), ungarischer Ringer
- Hódos, Tamás (1971–2005), ungarischer Badmintonspieler
- Hódosi, Sándor (* 1966), ungarischer Kanute
- Hódosy-Strobl, Paul (1895–1976), ungarischer Polizeioffizier und Geheimdienstmitarbeiter
- Hodous, Lewis (1872–1949), amerikanischer Missionar, Sinologe und Buddhologe

### Hodr
- Hodr, Karel (1910–2002), tschechischer Maler
- Hödrich, Johann Gottfried (1697–1745), dänischer Baumeister
- Hodrick, Robert J. (* 1950), US-amerikanischer Ökonom
- Hodrová, Daniela (1946–2024), tschechische Literaturtheoretikerin und Schriftstellerin
- Hodrus, Hugo (1875–1925), deutscher Verwaltungsjurist

### Hods
- Hodscha Niyaz (* 1889), Präsident der Ersten Ost-Turkestanischen Republik, Marschall
- Hodscha, Abdulaziz bin Mohieddin el- (* 1940), saudischer Diplomat und Politiker
- Hodschar, Gerfried (* 1945), österreichischer Fußballspieler
- Hodsjazkyj, Witalij (* 1936), ukrainischer Komponist
- Hodsjur, Jaroslaw (* 1985), ukrainischer Fußballspieler
- Hodson, Alexander Carlton (1906–1996), US-amerikanischer Entomologe
- Hodson, Arnold Wienholt (1881–1944), britischer Kolonialbeamter, Gouverneur der Falklandinseln, der Goldküste und von Sierra Leone
- Hodson, Charles, Baron Hodson (1895–1984), britischer Jurist
- Hodson, Donald (1927–2005), australischer Schauspieler
- Hodson, Hannah (* 1991), US-amerikanische Schauspielerin
- Hodson, Henrietta (1841–1910), englische Schauspielerin
- Hodson, Kevin (* 1972), kanadischer Eishockeytorhüter
- Hodson, Lee (* 1991), nordirischer Fußballspieler
- Hodson, Michael, US-amerikanischer Jurist, Journalist und Reiseblogger
- Hodson, William (1821–1858), britischer Offizier

### Hodt
- Hodt, Finn (1919–2016), norwegischer Eisschnellläufer

### Hodu
- Hodulik, Marian (* 1979), slowakischer Fußballspieler
- Hodur, Franciszek (1866–1953), erster Leitender Bischof der PNCC

### Hody
- Hodynjuk, Oleksandr (* 1970), ukrainischer Eishockeyspieler

### Hodz
- Hodža, Michal Miloslav (1811–1870), slowakischer Priester und Dichter
- Hodža, Milan (1878–1944), slowakischer Politiker
- Hodža, Veldin (* 2002), kroatischer Fußballspieler
- Hodžić, Admir (* 1985), serbischer Biathlet und Skilangläufer
- Hodžić, Amar (* 1999), österreichischer Fußballspieler
- Hodžić, Armin (* 1994), bosnischer Fußballspieler
- Hodzic, Edin (* 1977), österreichischer Fußballspieler
- Hodžić, Edin (* 1986), serbischer Biathlet und Skilangläufer
- Hodžić, Edvin (1994–2018), österreichischer Fußballspieler
- Hodzic, Mina (* 2002), deutsche Tennisspielerin
- Hodžić, Redžep (* 1994), serbischer Biathlet
- Hodžić, Selver (* 1978), bosnisch-schweizerischer Fussballspieler
- Hodžić, Tarik (* 1951), jugoslawischer Fußballspieler
- Hodzovic, Alen (* 1977), deutscher Schauspieler, Sänger und Musicaldarsteller